# Sisinna
Sisinna era un rei de Capadòcia.
Segons Appià era fill de Glafira i va rebre el regne de Capadòcia de mans de Marc Antoni. Altres escriptors l'esmenten amb el nom d'Arquelau que probablement era el nom de regnat que va agafar. Segurament és el mateix que Arquelau de Capadòcia.